# Teodor Georgiević
Teodor Georgiević (Osijek, 2. ožujka 1849. – 23. kolovoza 1910.) – hrvatski političar, zastupnik Hrvatskog i Ugarskog sabora, veliki župan Bjelovarsko-križevačke županije.
Rođen je u Osijeku, gdje je završio gimnaziju. U Beču i Grazu uspješno je studirao i završio pravo. Bio je dobrovoljac u srpsko-turskom ratu 1876. godine. Obavljao je velik broj činovničkih funkcija u Osijeku pa je bio i kraljevski kotarski predstojnik od 1886. godine.  Postaje županijski tajnik u Bjelovaru 1892. godine te podžupan Bjelovarsko-križevačke županije 8 godina. Zastupnik je u Hrvatskom i Ugarskom saboru desetak godina. U lipnju 1904. imenovan je za velikog župana Bjelovarsko-križevačke županije i bio je na toj funkciji do smrti 1910. godine. Njegovim zalaganjem Bjelovar se naglo razvijao. Početkom njegovog mandata grad je imao oko 1500 stanovnika, a 7 godina kasnije više od 7000 stanovnika. Otvoreno je mnogo banaka i štedionica, prvo kino, veliki paromlin u blizini centra grada, koji i danas radi te važne željezničke pruge Križevci – Bjelovar i Bjelovar – Virovitica. Zalagao se za slogu Hrvata i Srba i bio je blizak tada vladajućoj Hrvatsko-srpskoj koaliciji.